# Elena Vittoria di Schleswig-Holstein
Elena Vittoria di Schleswig-Holstein (Vittoria Luisa Sofia Augusta Amelia Elena; Windsor, 3 maggio 1870 – Westminster, 13 marzo 1948) è stata una principessa britannica di origini tedesche, nipote della regina Vittoria del Regno Unito.

## Infanzia
Nacque a Frogmore House non lontano dal castello di Windsor, dal principe Cristiano di Schleswig-Holstein, figlio del duca Cristiano di Schleswig-Holstein-Sonderburg-Augustenburg e della contessa Luisa di Danneskiold-Samsøe, e dalla principessa Elena di Sassonia-Coburgo-Gotha quinta fra i figli e terza fra le figlie femmine della regina Vittoria e del principe principe Alberto. I suoi genitori vivevano nel Regno Unito a Cumberland Lodge e la principessa era considerata un membro della famiglia Reale britannica. Secondo le lettere patenti del 1866, ebbe il titolo di "sua altezza la principessa Elena Vittoria di Schleswig-Holstein".
Trascorse gran parte della sua infanzia a Cumberland Lodge, la residenza del padre come ranger del Windsor Great Park. Era conosciuta in famiglia come "Thora", o talvolta "Snipe", in riferimento al viso affilato dei suoi lineamenti. Usò ufficialmente i nomi "Helena Victoria" tra i suoi sei nomi di battesimo.

## Doveri reali
Non si sposò mai. Seguì l'esempio di sua madre nel lavorare per diverse organizzazioni di beneficenza, in particolare la "Young Men's Christian Association" (YMCA), la "Young Women's Christian Association" (YWCA) e la "Princess Christian's Nursing Home" a Windsor. Durante la prima guerra mondiale, fondò la "YWCA Women's Auxiliary Force". In qualità di presidente, visitò le truppe britanniche in Francia ed ottenne il permesso dal segretario di Stato per la guerra, lord Kitchener di organizzare degli intrattenimenti per loro. Tra le due guerre mondiali, insieme con la sorella minore, la principessa Maria Luisa, fu mecenate di musica a Schomberg House, la loro residenza londinese. Dopo che un raid aereo tedesco danneggiò la casa nel 1940, le due principesse si trasferirono a Fitzmaurice Place a Berkeley Square.
Nel luglio del 1917, il re Giorgio V cambiò il nome della famiglia reale britannica da Sassonia-Coburgo-Gotha a Windsor. Inoltre egli rinunciò, per se stesso e  per i suoi numerosi cugini e cognati che erano sudditi britannici, all'uso dei titoli trattamenti e cognomi tedeschi. La principessa Elena Vittoria e sua sorella, la principessa Maria Luisa, cessarono di utilizzare la denominazione territoriale "di Schleswig-Holstein-Sonderburg-Augustenberg" ed ebbero semplicemente i titoli di "sua altezza la principessa Elena Vittoria" e "sua altezza la principessa Maria Luisa".
In cattiva salute e utilizzando una sedia a rotelle dopo la seconda guerra mondiale, una delle ultime importanti apparizioni della principessa Elena Vittoria fu il 20 novembre 1947 in occasione del matrimonio tra sua cugina, l'allora principessa Elisabetta, con Filippo di Edimburgo.
Morì a Fitzmaurice Place a Berkeley Square. Il suo funerale ebbe luogo alla Saint George's Chapel di Windsor e fu sepolta a Frogmore Royal Burial Ground nel Windsor Great Park.

## Titoli, trattamenti, riconoscimenti e stemmi

### Titoli
- 1870–1917: Sua altezza la principessa Elena Vittoria di Schleswig-Holstein
- 1917–1948: Sua altezza la principessa Elena Vittoria

## Antenati
|                                                         |                                     |                                                                   | Genitori                                        |  |  | Nonni |  |  | Bisnonni                                                            |  |  | Trisnonni                                                          |  |
|                                                         |                                     |                                                                   |                                                 |  |  |       |  |  | Federico Cristiano II di Schleswig-Holstein-Sonderburg-Augustenburg |  |  | Federico Cristiano I di Schleswig-Holstein-Sonderburg-Augustenburg |  |
|                                                         |                                     |                                                                   |                                                 |  |  |       |  |  | Federico Cristiano II di Schleswig-Holstein-Sonderburg-Augustenburg |  |  | Federico Cristiano I di Schleswig-Holstein-Sonderburg-Augustenburg |  |
|                                                         |                                     | Carlotta Amalia Guglielmina di Schleswig-Holstein-Sonderburg-Plön |                                                 |  |  |       |  |  | Federico Cristiano II di Schleswig-Holstein-Sonderburg-Augustenburg |  |  |                                                                    |  |
| Cristiano di Schleswig-Holstein-Sonderburg-Augustenburg |                                     |                                                                   |                                                 |  |  |       |  |  | Federico Cristiano II di Schleswig-Holstein-Sonderburg-Augustenburg |  |  |                                                                    |  |
|                                                         |                                     | Luisa Augusta di Danimarca                                        | Cristiano VII di Danimarca                      |  |  |       |  |  |                                                                     |  |  |                                                                    |  |
|                                                         |                                     | Luisa Augusta di Danimarca                                        | Cristiano VII di Danimarca                      |  |  |       |  |  |                                                                     |  |  |                                                                    |  |
|                                                         |                                     | Luisa Augusta di Danimarca                                        | Carolina Matilde di Hannover                    |  |  |       |  |  |                                                                     |  |  |                                                                    |  |
| Cristiano di Schleswig-Holstein                         |                                     | Luisa Augusta di Danimarca                                        |                                                 |  |  |       |  |  |                                                                     |  |  |                                                                    |  |
|                                                         |                                     | Cristiano Corrado Sofo di Danneskjold-Samsøe                      | Federico Cristiano di Danneskjold-Samsøe        |  |  |       |  |  |                                                                     |  |  |                                                                    |  |
|                                                         |                                     | Cristiano Corrado Sofo di Danneskjold-Samsøe                      | Federico Cristiano di Danneskjold-Samsøe        |  |  |       |  |  |                                                                     |  |  |                                                                    |  |
|                                                         |                                     | Cristiano Corrado Sofo di Danneskjold-Samsøe                      | Federica Luisa von Kleist                       |  |  |       |  |  |                                                                     |  |  |                                                                    |  |
| Luisa Sofia di Danneskjold-Samsøe                       |                                     | Cristiano Corrado Sofo di Danneskjold-Samsøe                      |                                                 |  |  |       |  |  |                                                                     |  |  |                                                                    |  |
|                                                         |                                     | Giovanna Enrichetta Valentina Kaas                                | Federico Cristiano Kaas                         |  |  |       |  |  |                                                                     |  |  |                                                                    |  |
|                                                         |                                     | Giovanna Enrichetta Valentina Kaas                                | Federico Cristiano Kaas                         |  |  |       |  |  |                                                                     |  |  |                                                                    |  |
|                                                         |                                     | Giovanna Enrichetta Valentina Kaas                                | Edele Sofia Kaas                                |  |  |       |  |  |                                                                     |  |  |                                                                    |  |
| Elena Vittoria di Schleswig-Holstein                    |                                     | Giovanna Enrichetta Valentina Kaas                                |                                                 |  |  |       |  |  |                                                                     |  |  |                                                                    |  |
|                                                         | Ernesto I di Sassonia-Coburgo-Gotha | Francesco Federico di Sassonia-Coburgo-Saalfeld                   |                                                 |  |  |       |  |  |                                                                     |  |  |                                                                    |  |
|                                                         | Ernesto I di Sassonia-Coburgo-Gotha | Francesco Federico di Sassonia-Coburgo-Saalfeld                   |                                                 |  |  |       |  |  |                                                                     |  |  |                                                                    |  |
|                                                         | Ernesto I di Sassonia-Coburgo-Gotha | Augusta di Reuss-Ebersdorf                                        |                                                 |  |  |       |  |  |                                                                     |  |  |                                                                    |  |
| Alberto di Sassonia-Coburgo-Gotha                       | Ernesto I di Sassonia-Coburgo-Gotha |                                                                   |                                                 |  |  |       |  |  |                                                                     |  |  |                                                                    |  |
|                                                         |                                     | Luisa di Sassonia-Gotha-Altenburg                                 | Augusto di Sassonia-Gotha-Altenburg             |  |  |       |  |  |                                                                     |  |  |                                                                    |  |
|                                                         |                                     | Luisa di Sassonia-Gotha-Altenburg                                 | Augusto di Sassonia-Gotha-Altenburg             |  |  |       |  |  |                                                                     |  |  |                                                                    |  |
|                                                         |                                     | Luisa di Sassonia-Gotha-Altenburg                                 | Luisa Carlotta Meclemburgo-Schwerin             |  |  |       |  |  |                                                                     |  |  |                                                                    |  |
| Elena di Sassonia-Coburgo-Gotha                         |                                     | Luisa di Sassonia-Gotha-Altenburg                                 |                                                 |  |  |       |  |  |                                                                     |  |  |                                                                    |  |
|                                                         |                                     | Edoardo Augusto di Hannover                                       | Giorgio III del Regno Unito                     |  |  |       |  |  |                                                                     |  |  |                                                                    |  |
|                                                         |                                     | Edoardo Augusto di Hannover                                       | Giorgio III del Regno Unito                     |  |  |       |  |  |                                                                     |  |  |                                                                    |  |
|                                                         |                                     | Edoardo Augusto di Hannover                                       | Carlotta di Meclemburgo-Strelitz                |  |  |       |  |  |                                                                     |  |  |                                                                    |  |
| Vittoria del Regno Unito                                |                                     | Edoardo Augusto di Hannover                                       |                                                 |  |  |       |  |  |                                                                     |  |  |                                                                    |  |
|                                                         |                                     | Vittoria di Sassonia-Coburgo-Saalfeld                             | Francesco Federico di Sassonia-Coburgo-Saalfeld |  |  |       |  |  |                                                                     |  |  |                                                                    |  |
|                                                         |                                     | Vittoria di Sassonia-Coburgo-Saalfeld                             | Francesco Federico di Sassonia-Coburgo-Saalfeld |  |  |       |  |  |                                                                     |  |  |                                                                    |  |
|                                                         |                                     | Vittoria di Sassonia-Coburgo-Saalfeld                             | Augusta di Reuss-Ebersdorf                      |  |  |       |  |  |                                                                     |  |  |                                                                    |  |
|                                                         |                                     | Vittoria di Sassonia-Coburgo-Saalfeld                             |                                                 |  |  |       |  |  |                                                                     |  |  |                                                                    |  |